# 利索韋 (若夫克瓦區)
50°8′17″N 24°6′39″E / 50.13806°N 24.11083°E
利索韋（烏克蘭語：Лісове），是烏克蘭西部的村莊，隸屬利維夫州的利維夫區。該村始建於1648年，面積0.1平方公里，海拔高度211米，2021年人口10，人口密度每平方公里340人。